# Esmeralda (venezuelský seriál)
Esmeralda je venezuelský televizní seriál, romantická telenovela, premiérově vysílaná v letech 1970–1971 na stanici Venevisión. Autorkou seriálu je kubánská spisovatelka a scenáristka Delia Fiallo. Ústřední dvojici ztvárnili Lupita Ferrer a José Bardina. Úspěšný námět telenovely byl několikrát remakován.

## Příběh
Jedné noci se ve vesnici narodí dvě děti. Blanca, manželka bohatého Rogelia Peñalvera, jenž prahne po synovi, porodí dívku, která nevykazuje známky života. Její služebná se s porodní asistentkou Domingou rozhodnou vyměnit děvče za chlapce, který se právě narodil poblíž a jehož matka při porodu zemřela. Dominga si donese dívku domů, kde zjistí, že žije, je ale slepá. Podle smaragdových (španělsky esmeralda) náušnic, které jí věnuje služebná z domu Peñalveroých, ji pojmenuje Esmeralda. Chudá Dominga ji vychovává, později si dívku vezme domů místní doktor Malaver, jenž má tvář znetvořenou popáleninami a který se do ní zamiluje a plánuje, že si ji vezme. Esmeralda však jednoho dne potká Juana Pabla Peñalvera, Rogeliova syna, a zamilují se do sebe. Proti tomu jsou však jak doktor Malavér, tak Rogelio.

## Obsazení

### Ústřední dvojice
- Lupita Ferrer jako Esmeralda Rivera
- José Bardina jako Juan Pablo Peñalver

### Hlavní role
- Ada Riera jako Graciela Peñalver
- Eva Blanco jako Blanca de Peñalver
- Ivonne Attas jako Silvia Zamora
- Esperanza Magaz jako Dominga
- Orángel Delfín jako Marcos Malaver
- Néstor Zavarce jako Adrian Lucero
- Hugo Pimentel jako Rogelio Peñalver

## Přijetí
Námět seriálu o chudé a slepé dívce byl mezi diváky úspěšný, takže, jak bývá v Latinské Americe u takových telenovel zvykem, vzniklo postupně několik remaků, respektive adaptací. Jako první to byl venezuelský seriál Topacio (1984–1985), následovala mexická verze Esmeralda (1997), která byla populární i jinde ve světě, včetně Česka, mexicko-brazilský seriál Esmeralda (2004–2005) a mexická telenovela Slepá láska (2017–2018).